# Mborguené (Garoua-Boulaï)
Mborguené est un village camerounais de la région de l'Est. Il se situe dans le département de Lom-et-Djérem et dépend de la commune de Garoua-Boulaï et du canton de Boka. 
Un autre village nommé Mborguené se trouve dans la commune voisine de Bétaré-Oya. 

## Population
D'après le recensement de 2005, le village comptait cette année-là 1 013 habitants. Il en comptait 2 000 en 2011 dont 900 jeunes de moins de 16 ans et 338 enfants de moins de 5 ans. 
Mborguené, du fait de sa position proche de la frontière avec la Centrafrique, accueille un grand nombre de réfugiés centrafricains (539 en 2011), comme beaucoup de villages de la commune. 

## Infrastructures
Le plan communal de développement de Garoua-Boulaï prévoyait en 2011 la construction à Mborguené d'un magasin de stockage, d'une aire protégée de la chasse et d'une poste agricole. 
Il y est aussi indiqué l'agrandissement de l'établissement scolaire du village, par la construction de six salles de classe, d'un bloc de latrines et d'un point d'eau.